# Cretasolva
Cretasolva – wymarły rodzaj owadów z rzędu muchówek i rodziny pośniadkowatych, obejmujący tylko jeden znany gatunek Cretasolva burmitica.
Rodzaj i gatunek opisane zostały w 2016 roku przez Davida A. Grimaldiego. Opisu dokonano na podstawie inkluzji samicy pochodzącej z cenomanu, znalezionej w Mjanmie.
Muchówka ta miała smukłe ciało długości 4,69 mm. Głowa miała wklęsłą twarz, nieco wklęśniętą potylicę, dość duże oczy złożone i wyniesione przyoczka. Prawie paciorkowate czułki cechował długi i smukły ostatni człon biczyka. Aparat gębowy miał krótki ryjek i dwuczłonowe głaszczki. Smukłe ostrogi występowały po dwie na goleniach środkowych i tylnych odnóży. Smukłe skrzydła długości 3,6 mm odznaczały się w użyłkowaniu: żyłką kostalną zakończoną na szczycie pierwszej żyłki medialnej, niepogrubionym sektorem radialnym, wąską i sięgającą prawie krawędzi skrzydła komórką medialną oraz długą pierwszą żyłką analną, zakończoną w połowie długości skrzydła na drugiej gałęzi przedniej żyłki kubitalnej. Odwłok pozbawiony był błoniastego rejonu na pierwszym tergicie, a tergity od drugiego do czwartego nosiły poprzeczne bruzdy.